# Doyon
Pour les articles homonymes, voir Doyon (homonymie).
Doyon est un hameau du village de Flostoy dans le Condroz, en province de Namur (Belgique). Aujourd'hui, avec Flostoy, il fait administrativement partie de la commune de Havelange en Région wallonne.

## Patrimoine
- Le château de Doyon date, dans ses parties les plus anciennes, du XVe siècle. Son parc abrite deux séquoias géants classés comme 'arbres remarquables'.

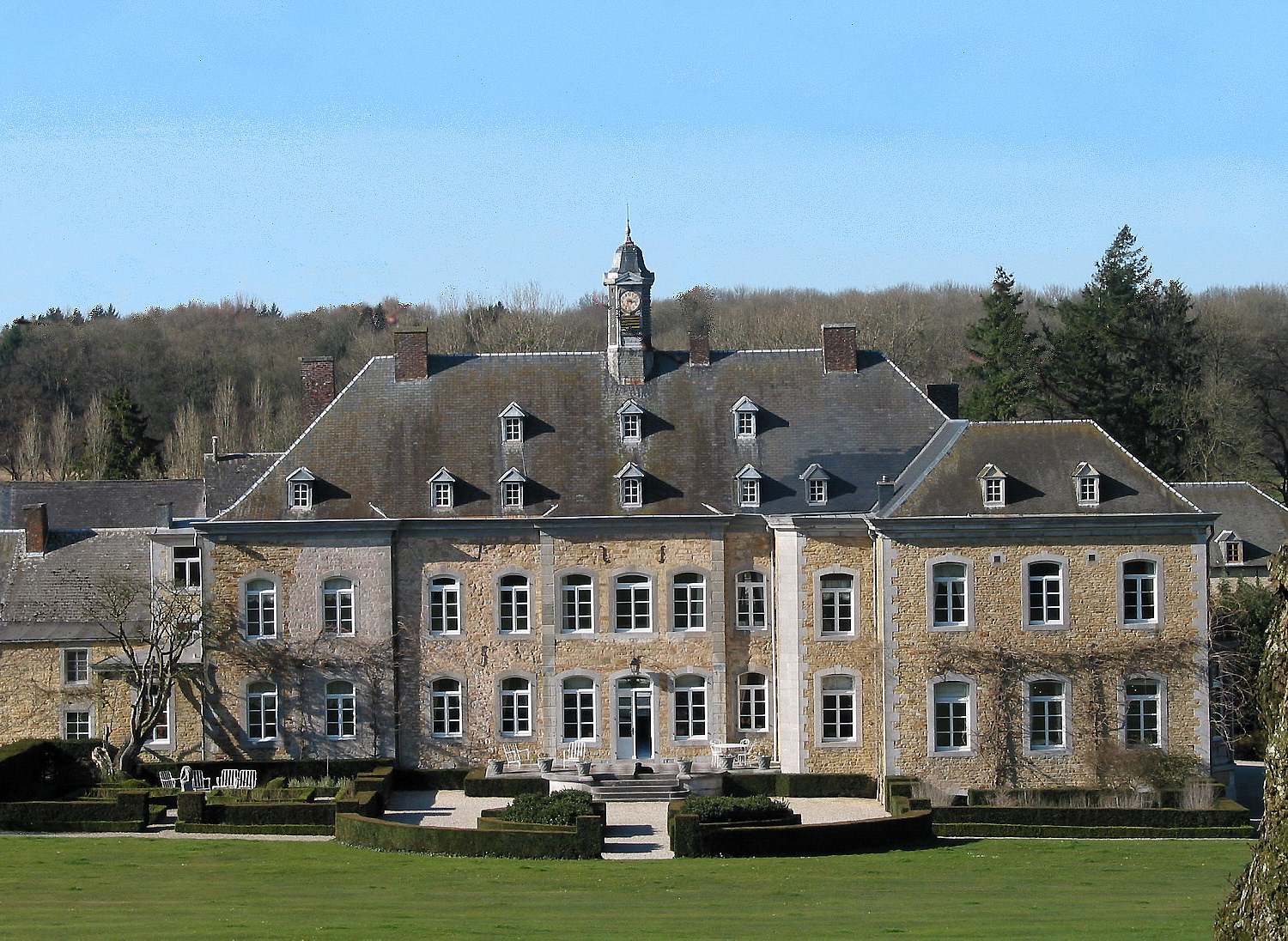
Le château de Doyon

- La chapelle Saint-Nicolas est un édifice médiéval (sans doute du XIe siècle) jouxtant un tilleul tricentenaire. Le site est classé.